# Hazrat Ali Mazar (mesquita)
A Masjid-e-Kabud (em persa: مسجد کبود) ou Rauze-e-Xarife (em persa: روضه شریف), localizada em Mazar e Xarife, Afeganistão, é uma mesquita que os muçulmanos sunitas acreditam conter o túmulo de Ali. Os sunitas consideram Ali como seu quarto califa e prestam homenagem ao santuário de Ali todos os anos. Além dos dois nomes mencionados acima, o local também tem muitos outros nomes nativos como Mazar-e-Ali (em persa: مزار علی), Ziarate-e-Ali (em persa: زیارت علی), Masjide-e-Ali Mazar (em persa: د علی مزار). No exterior, a mesquita é frequentemente chamada de Mesquita Azul, em referência aos azulejos azuis claros, que predominam a aparência do edifício. Muitos peregrinos celebram anualmente o Noruz no local. Na cerimônia anual de Jahenda Bala, uma bandeira é hasteada em homenagem a Ali. As pessoas tocam a bandeira para obter suposta sorte no Ano Novo.

## Histórico
Quando Ali foi morto, os afegãos acreditavam que seu corpo havia sido levado e enterrado nesse local, na cidade afegã de Mazar e Xarife Ali teria sido trazido por um camelo branco para salvar seus restos mortais da profanação por seus inimigos. Entretanto, alguns muçulmanos xiitas acreditam que Ali está enterrado na mesquita do Imame Ali, em Najaf, no Iraque. Como alternativa, o indivíduo enterrado no santuário pode ter sido anterior ao Islã. A identificação do santuário com Ali pode provavelmente ser um mito para garantir que a tumba seja protegida e honrada pelo sistema islâmico. Estudos históricos dizem que o proprietário do santuário é Ali ibne Abi Talibe Albalqui, capitão dos alevitas em Balque durante sua época.
O sultão da dinastia seljúcida, Amade Sanjar, construiu o primeiro santuário conhecido nesse local. Foi destruído ou escondido sob uma barragem de terra durante a invasão de Gêngis Cã por volta de 1220. No século XV, o sultão timúrida Huceine Baicara Mirza construiu uma mesquita sobre o túmulo de Hazrat Ali. Uma planta do local feita na década de 1910 mostra que antes havia um recinto murado menor na mesquita, que foi demolido para a criação de um parque mais tarde, embora os portais desse recinto ainda permaneçam como portões para o santuário. Ao longo dos anos, foram acrescentadas tumbas de dimensões variadas para vários líderes políticos e religiosos afegãos, o que levou ao desenvolvimento de suas atuais dimensões irregulares. Entre elas estão a tumba com cúpula quadrada de Uazir Aquebar Cã e uma estrutura semelhante para o emir Xer Ali Cã e sua família.

## Galeria de fotos

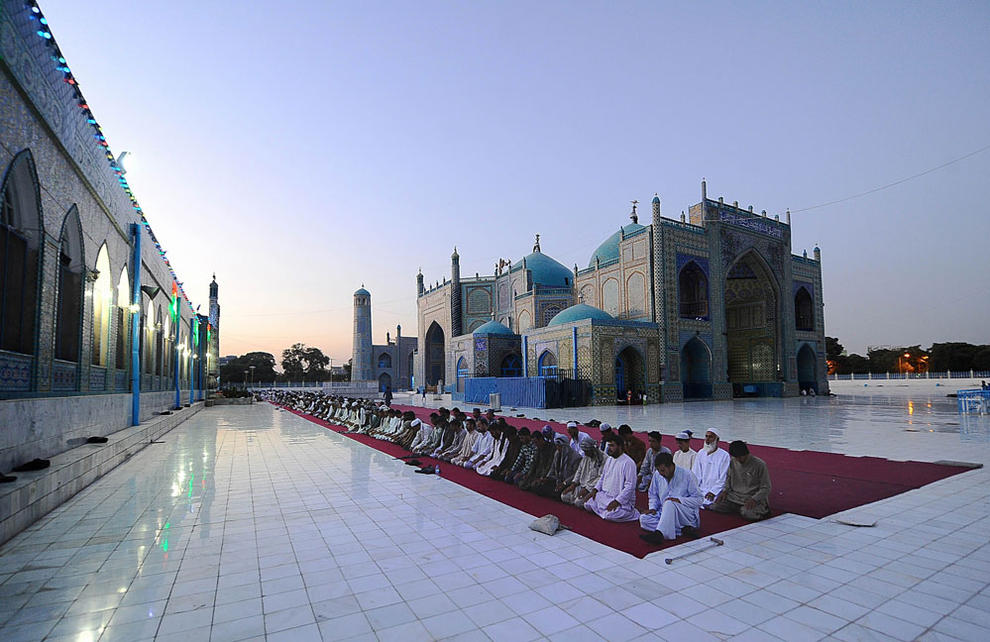
Homens muçulmanos rezando durante o mês do Ramadã em 2012
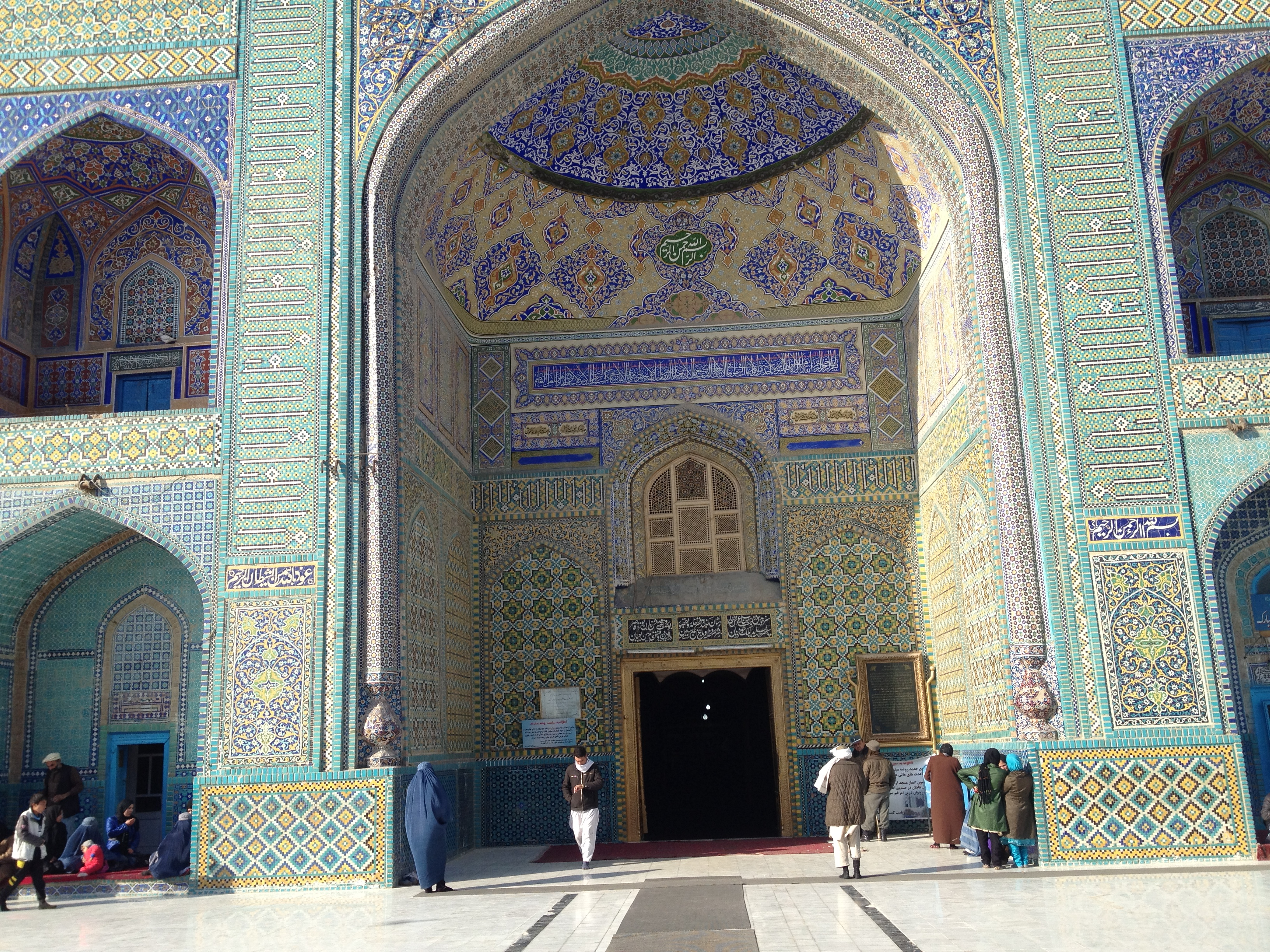
Entrada de um dos edifícios
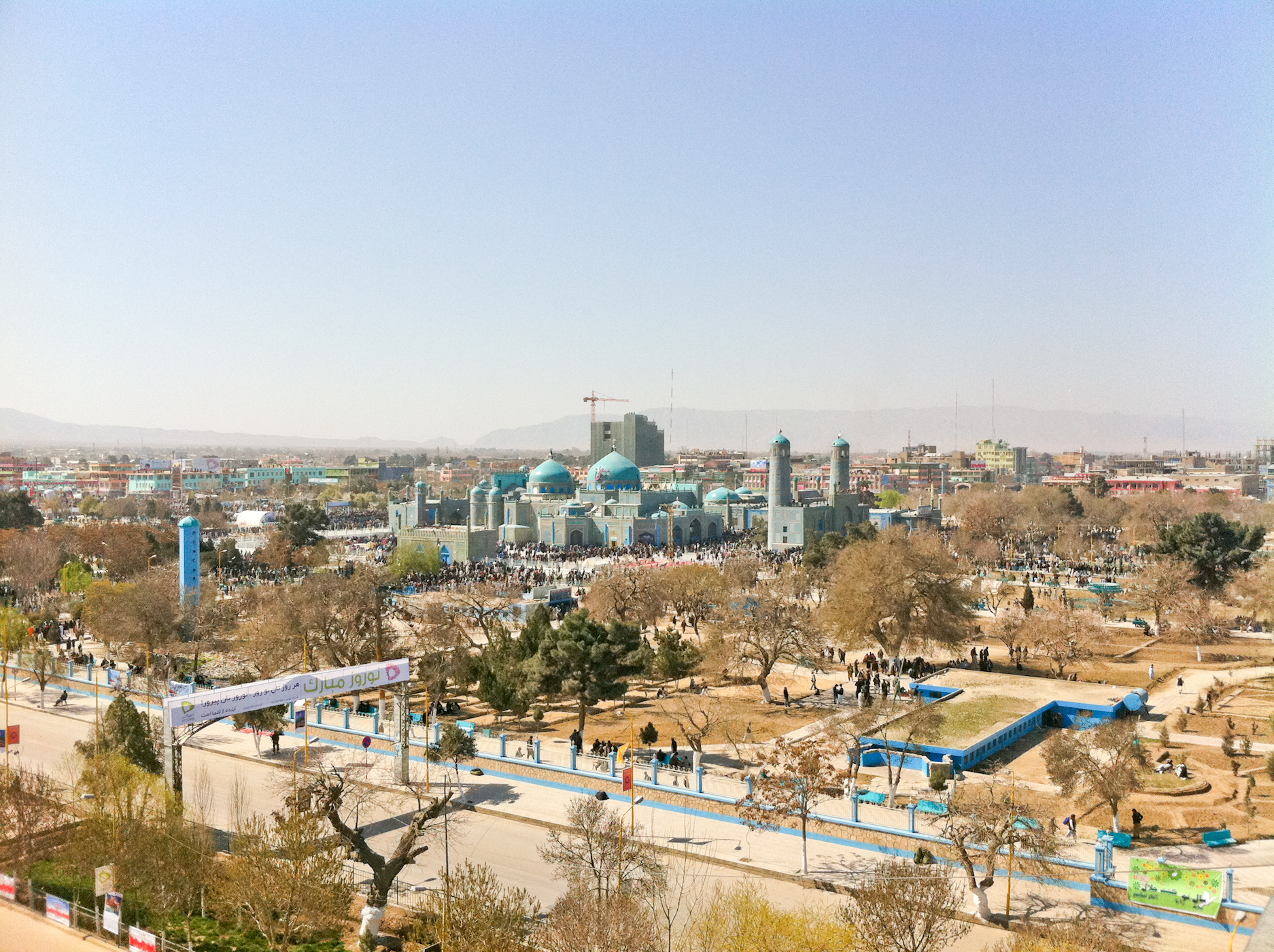
Vista da mesquita de longe durante o ano de 2011
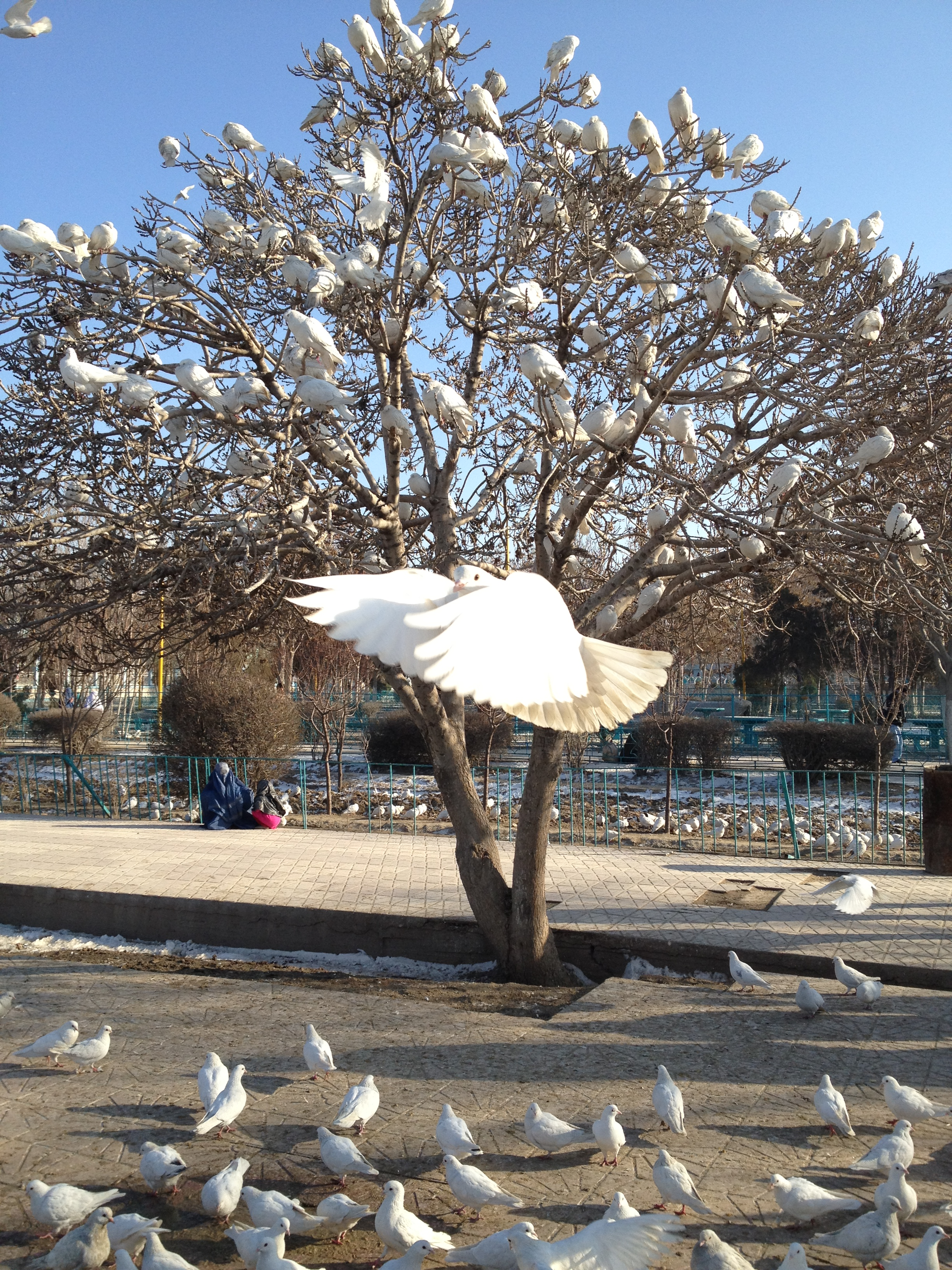
Pombos brancos no pátio da Mesquita Azul
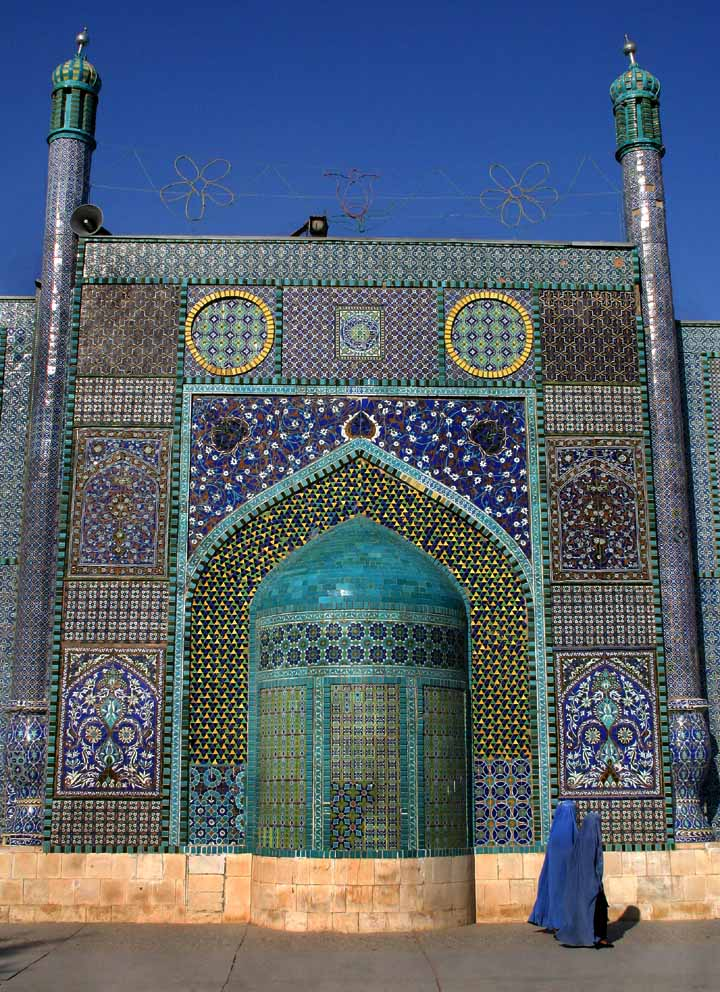
Um close
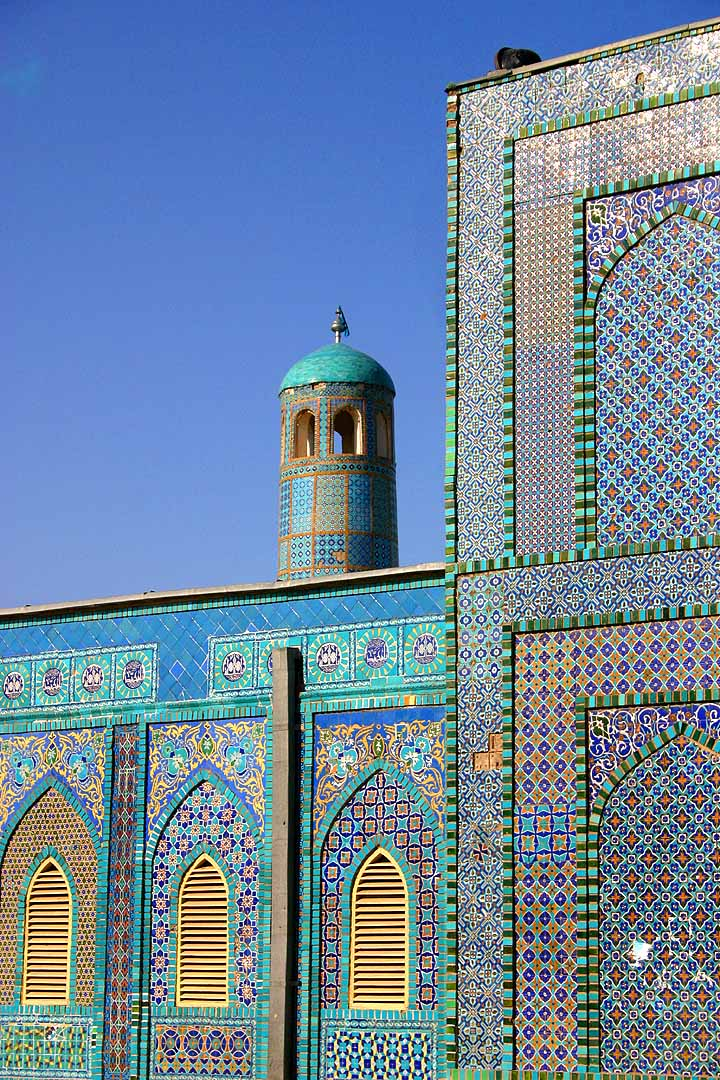
Azulejos em estilo persa
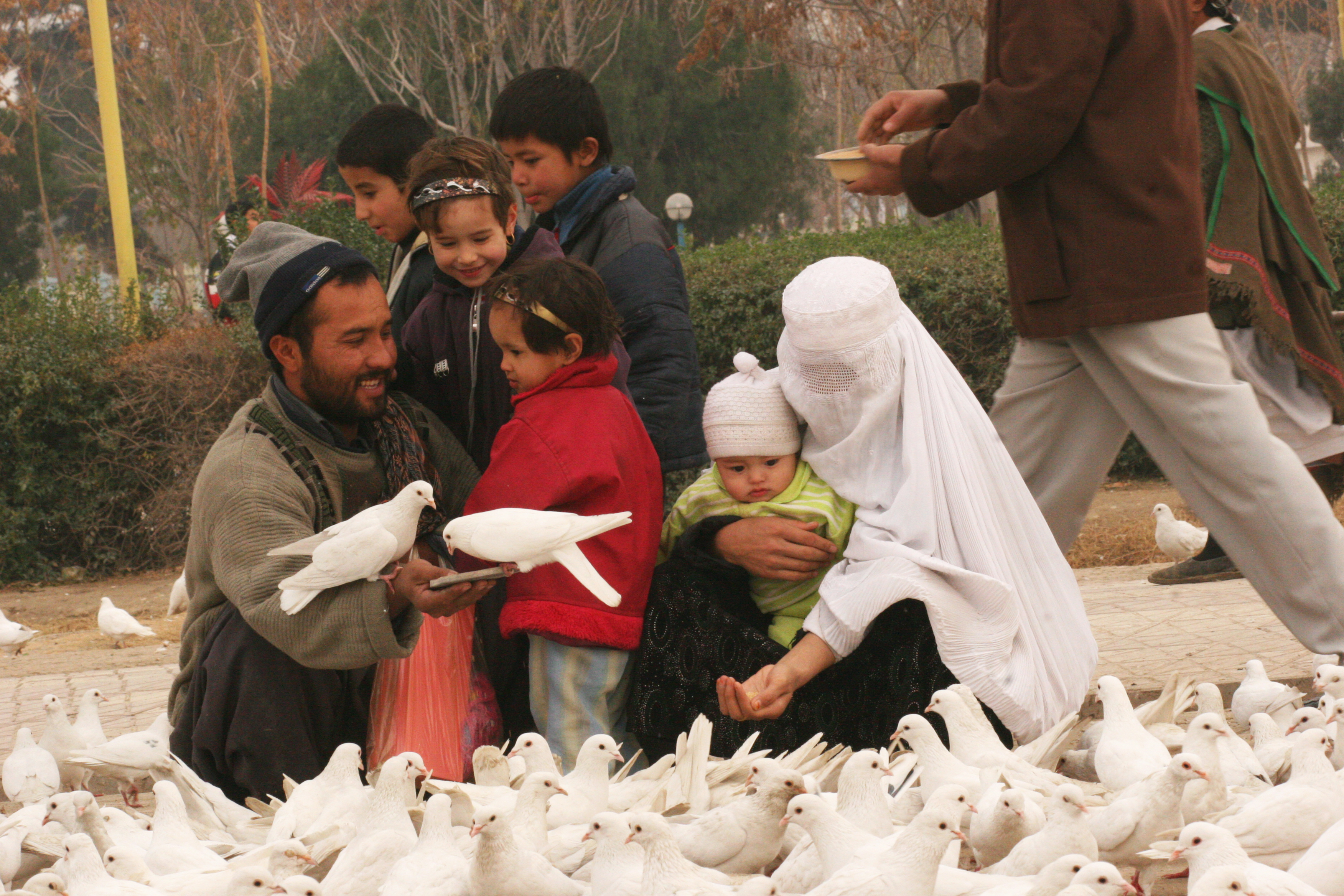
Uma família alimentando os pombos